# Oncia (moneta)
L'oncia (latino uncia, plurale unciæ) era una moneta di bronzo dell'antica Roma del valore di un dodicesimo di asse, emessa dalla Repubblica Romana e da altre popolazioni dell'Italia antica.
L'oncia aveva il peso teorico di circa 27 grammi nello standard librale ed era prodotta solo occasionalmente anche all'inizio della monetazione romana fusa di bronzo.
Nella monetazione romana al dritto i tipi usati furono: un osso (circa 289-245 a.C.), un chicco di grano (circa 280-245 a.C.), la testa elmata di Roma (intesa come divinità) (da circa 240 a.C.). Il segno indicante il suo valore era un globulo.
Nell'Impero Romano l'oncia fu rimessa per un breve periodo in uso da Traiano (98-117) e Adriano (117-138). La moneta aveva un diametro di 11-14 mm e pesava circa 0,8-1,2 grammi. Presentava la testa dell'imperatore al dritto anepigrafe (senza iscrizione) e "SC" (Senatus Consultum) in una corona al rovescio.